# Pramila Patten
Pour les articles homonymes, voir Patten.
Pramila Patten est une juriste britannique et mauricienne, née le 29 juin 1958.
Elle est représentante spéciale des Nations Unies sur la violence sexuelle dans les conflits et secrétaire générale adjointe des Nations unies depuis sa nomination en 2017. Son bureau est créé par la résolution 1888 du Conseil de sécurité, présentée par Hillary Clinton. Elle succède à Margot Wallström et Zainab Bangura. Elle a été membre du Comité des Nations unies pour l'élimination de la discrimination à l'égard des femmes de 2003 à 2017 et vice-présidente du comité.

## Biographie

### Études
Pramila Patten a obtenu une licence en droit (LL.B.) à l'université de Londres, un diplôme en criminologie au Kings College de Cambridge, une maîtrise en droit (LL.M.) à l'université de Londres et a été admise au barreau en Angleterre en tant que membre de Gray's Inn. 

### Carrière professionnelle
Elle a exercé la profession d'avocat en Angleterre de 1982 à 1986 avant de retourner à l'île Maurice, où elle a été juge au tribunal de district de 1987 à 1988, puis chargée de cours à la faculté de droit de l'université de Maurice de 1987 à 1992. Depuis 1995, elle est directrice du cabinet d'avocats Patten & Co Chambers.
Elle a été membre de l'International Women's Rights Action Watch entre 1993 et 2002. De 2000 à 2004, elle a été consultante auprès du ministère des Droits de la femme, du Développement de l'enfant et du Bien-être familial.
Pramila Patten a été élue membre du Comité des Nations unies pour l'élimination de la discrimination à l'égard des femmes en 2003. Elle a occupé le poste de vice-présidente du comité. En 2017, elle a démissionné du comité et, le 12 avril 2017, elle a été nommée par le secrétaire général des Nations unies, António Guterres, représentante spéciale sur la violence sexuelle dans les conflits, avec le rang de secrétaire générale adjointe des Nations unies.
En novembre 2017, elle s'est rendue au Bangladesh pour s'entretenir avec des survivants de la persécution des Rohingyas, fuyant la Birmanie.
Le même mois, elle a salué l'Initiative Elsie pour aider à accroître la participation des femmes aux opérations de maintien de la paix, dans une déclaration commune avec sa collègue secrétaire générale adjointe des Nations unies et directrice exécutive d'ONU Femmes, Phumzile Mlambo-Ngcuka.